# Wide Awake
"Wide Awake" er en sang fra den amerikanske pop-sangerinde og sangskriver Katy Perry, fra hendes genudgivelsen af hendes tredje studiealbum, Teenage Dream: The Complete Confecetion. Sangen udkom som single den 22. maj 2012 på Capitol Records. Sangen er skrevet af Perry, Bonnie McKee, Dr. Luke, Max Martin og Henry Walter, og blev produceret af Dr. Luke og Cirkut. Sangen er en del af Perrys film Katy Perry: Part of Me. Den 12. juni 2012 blev en musikvideo-trailer udgivet på YouTube.
Selvom der bruges dance-pop og elektronisk musik i sangens komposition, er "Wide Awake" lyrisk om realiteten ved at slå op og komme videre. Sangen blev godt modtage af kritikerne, hvor mange fremhævede Perrys modenhed og produktionen. Det er den ottende og sidste single fra Teenage Dream-æraen. Kommercielt har sange været på hitlisterne over det meste af verden og formåede at toppe i top ti i New Zealand, USA, Canada, Australien og Irland. Singlen markere Perrys 11. besøg i top ti på Billboard Hot 100, efter alle syv tidligere single fra Teenage Dream og tre af de fire single fra hendes debutalbum One of the Boys.

## Baggrund og indspilning
"Jamen, der var to sange fra Teenage Dream jeg ikke kunne sætte på, det var 'Part of Me' og 'Dressing Up'. Og så vidste jeg vil skulle lave denne re-release, og så var jeg sådan, 'jeg skal bare ind i studiet', fordi jeg kan ikke vente otte måneder med at have muligheder for at komme ud med denne følelse jeg føler lige nu, for Gud ved det vil tage otte måneder at lave endnu en plade. Jeg kunne ikke gøre det hurtigt, for at lave plader tager tid."
I februar 2012 blev coveret og detaljerne om Teenage Dream: The Complete Confection afsløret. The Complete Confection, der blev udgivet i USA den 26. marts 2012, indeholdte det originale album, udover tre remix; "E.T." med rapperen Kanye West, "Last Friday Night (T.G.I.F.)" med Missy Elliott, den akustiske version af "The One That Got Away". Udgivelse indeholder også to sange der var tilovers fra det originale album "Part of Me" and "Dressin' Up", samt en helt ny sang ved navn "Wide Awake", og et megamix af Teenage Dreams seks singler, lavet af Tommie Sunshine. Perry fastslog at sangen var delvist inspireret af og specifik skrevet til hendes kommende delvis-biografiske, semi-koncert 3D film Katy Perry: Part of Me.
Perry sagde at indspilningen af sangen fandt sted over en periode på fire dage, med to dage gående med at skrive og to dage gående med at indspille. Bonnie McKee, delt sangskriver på sangen, sagde at fansene kunne forvente en afsked med Perrys tidligere musik. Hun sagde også at de store ændringer i Perrys liv var i faktor i lyrikken.

### Cover
Sangens cover blev udgivet den 22. maj 2012 via Perrys Twitter-konto. Sangen cover er et billede af Perrys hoved, hvor hun har mørkelilla hår og flerfarvet bogstaver. Perry er afbildet med lille hår, dekoreret med sommerfugle, mens coveret ses med en grøn baggrund. Coveret viser også udgivelsesdatoen for hendes film Katy Perry: Part of Me. Robbie Daw fra Idolator beskriver Perry som "et blomsterbarn, der vender tilbage til naturen", men noterer sig Perrys unaturlige hårfarve. Mens en skribent fra 'Popjustice' skrev negativt: "Fortsættende det grimme cover fra 'Teenage Dream: The Complete Confection' æren, er denne skrifttype-voldtagende monstrositet til 'Wide Awake', som tweetet af Katy tidligere. Bare brug et øjeblik med det. Hun ser i hvert fald 'virkelig vågen' ud, synes vi." Et andet cover blev også udgivet til singlen.

## Komposition
"Wide Awake" er en mid-tempo, dance-pop og elektronisk powerballade, der indeholder en stor production, som nogle har sammenlignet med Ryan Tedders arbejde. I følge de digitale nodesider, der er udgivet på Musicnotes.com af Sony-ATV Music Publishing, er sangen skrevet i F-dur og tempoet er 80 BPM. Perrys vokal i "Wide Awake" spænder fra den laver tone i C4 til den højere tone i D5. Sangen produktions indeholder bankede trommer, ekoede syntheziere, en akustisk guitar og en lav-brummede bas. "Wide Awake" er lyrisk om realiteten ved at slå op og komme videre, hvilke har fået mange til at tro, at den er skrevet om Perrys eksmand, Russell Brand, siden den blev skrevet og indspillet efter de slog op.
Byron Flitsch fra MTV sagde at sangens melodiske lavtempo "fremhæver sangens introspektive lyrik." Bill Lamp fra About.com sagde "[...] i stedet for at skuffer over af vrede, fortæller "Wide Awake" om de lektier der er lært over en powerballade produktion." En anmelder fra Rolling Stone erklærede at "Wide Awake" som værende en "sursød slå-op-sang."

## Kritikernes modtagelse
"Wide Awake" modtog mange positive anmeldelser fra musikkritikere, hvor mange roste Perrys seriøse tone som en forfriskende ændring. Lucas Villa fra The Bottom Line roste sangen som værende en "moden juvel", såvel som værende en "dejlig kontrast til de utallige festsange på albummet." Bill Lamb fra About.com sagde at sange var "lige så meget catchy med det samme, som de andre Teenage Dream-singler." Amy Sciarretto fra PopCrush roste single med at sige "Perry klare at give kraft til sangen uden at overdrive, takket være den følelse hun synger sangen med", mens hun gav sange fire ud af fem stjerner.
Jody Rosen fra Rolling Stone gav "Wide Awake" tre og en halv stjerne ud af fem, og sagde "Perrys A-hold – Max Martin, Dr. Luke og Bonnie McKee – levere varerne, ved at pakke "Wide Awake" ind i hooks og samle pakke med en voldsomt omkvæd." Popdust-redaktør Andrew Unterberger gav sangen tre ud af fem, mens han kaldte den "ikke det mest originale eller brilliante, men alt omkring den virker bare til at passe sammen." Bill Lamb fra About.com gav den fire og en halv stjerne ud af fem. Han roste sange, ved at fastslå at "musikalsk føles "Wide Awake" som en blanding mellem den etherale lyd fra "E.T." og det tema-agtige udbrud i "Firework". Resultatet er mere poleret end begge de hits", og tilføjer "Wide Awake er af af de mest vellavede mainstream popsange i sommeren 2012".

## Musikvideo

### Baggrund
I marts 2012, under et interview med MTV, sagde Perry: "Jeg ved præcis hvad musikvideoen er. Jeg ved præcis hvem der skal instruere den. Jeg ved hvordan den skal se ud, folkene, fortællingen og jeg fik ideen mens jeg skrev sangen."
Optagelserne af den officielle 3D musikvideo til "Wide Awake" begyndte den 30. april 2012 og var færdiggjort den 2. maj 2012. Musikvideoen blev instrueret af Tony T. Datis og vil blive brug for at reklamere for hendes 3D dokumentar-koncert film Katy Perry: Part of Me fra 2012, som en del af hendes aftale med Pepsi.
Den 12. juni 2012 blev en officiel trailer, instrueret af Lance Drake, udgivet på Perrys VEVO-kanal. Den starter med en pige der bladre gennem en bog, der viser flashbacks fra Teenage Dream-æraen, beskrivende hver af singlerne som et kapitel, med Wide Awake som værende 'det sidste kapitel'. Det afsløres også at det vil være en eventyrfortælling, med 'en gigantisk labyrint, et forgiftet jordbær, en nysgerrig kat, den charmerende prins og en lille pige'. Et andet preview blev vist den 13. juni 2012, under sæsonfinalen af programmet "Randy Jackson Presents: America's Best Dance Crew".

### Udgivelse
Det var meningen af videoen skulle have verdenspremiere den 19. juni 2012. Men videoen blev pludseligt lagt op af EMI den 18. juni 2012 på den tjekkiske hjemmeside mixer.cz. På grund af dette blev det annonceret af premieren den 19. juni 2012 blev droppet og udgivelsen blev skubbet frem til den 18. juni 2012, klokken 7:53 om aftenen på MTV som en del af "MTV First: Katy Perry". Efter premieren, foretog MTV.com et eksklusivt interview med Perry. Verdenspremieren nåede ud til mere end 600 millioner husstande på verdensplan via MTV's globale netværk af mere en 60 tv-kanaler, så vel som over 300 digitale medier i over 150 territorier. Musikvideoen blev også vist på MTV's søsterkanaler VH1, Logo og Teen Nick og debuterede på MTV.com, VH1.com og LOGOtv.com. Yderligere indgik videoen i rotationen på mtvU, MTV Hits og AMTV den efterfølgende morgen. Perry forklarede i et interview at musikvideoen er en symbol på hendes liv, hvor forskellige scener i videoen kan relateres til hendes (vejen på stjernerne, personlige kampe, kærlig og ægteskab).

### Synopsis
Videoen starter med at Perry er ved at optage en scene til "California Gurls"-videoen, hvor hun får klapsalver og derefter går ned i sit opklædningsrum. Hun tager sin paryk af og butterfly på hovedet og kigger i spejlet, hvilket symbolisere hendes opvågning., rødder starter med at vokse og komme ind i hendes omklædningsrum, hvor de ændre sig til en mørk, vin-dækket miljø. Kameret skifter til en anderledes, mørkere Perry, der har en mørk lille kjole på og en sort kappe og lille-blåt hår mens hun synger. Hun fortsætter med at udforske en tusmørkeagtig labyrint med en laterne, i hvilke labyrinten symbolisere indviklingerne og forvirringerne i hendes liv. Kameraet viser en scene med en mørk bakke med skyer svævende omkring den, mens Perry ses spisende et jordbær, hvilket er symbolet på berømthed (det er også en reference til hendes debutalbum "One of the Boys", da der er et stort jordbær printet på CD'en), og væggene lukker sig sammen om hende. Perry skubber labyrinten, samtidig med at fyrværkeri skydes af fra hendes bryst (en reference til hendes "Firework"-video) og op i den sorte himmel. Scenen antyder at lige gyldigt hvad hun kæmper med, vil hun altid have gnisten inde i, der kan skubbe hende fremad. Perry er set havende rumvæsen-agtige øjne (en reference til hendes "E.T."-video), da væggene lukker op og afslører en lille pige i en pink cadigan, en blomsterkjole med blå kant og et pink bånd i hendes hår, der har øjne identiske med Katy Perry. Perry går frem mod den lille pige, rører hendes hænder og en glød omfavner dem magisk (scenen er en reference til videoen til "The One That Got Away", hvor den "unge Katy" og den "ældre Katy" står ansigt til ansigt).
De går ind i en gang lavet af spejle, mod et gigantisk spejl for ende. Perry har nu en creméfarvet kjole på, med et blomstret bryststykke. Den lille pige har ikke en genspejling i spejlet, mens Katy har en; dette er et symbol på hvordan Perry mistede sin uskyld ved at kunne ses i "berømthedens spejl". Da Perry når til det gigantiske spejl, ser hun paparazzier der tager billeder af hende, mens hun falder. Hun forsøger at smadre spejlet, mens den lille pige ser at gulvet falder fra hinanden og prøver at advare hende, uden held. Perry ødelægger til sidst spejlet and glasstumperne bliver til sommerfugle. Den lille pige ses senere skubbende en rullestol, i hvilken Perry sidder i en lang blå blomstret kimono-agtig hospitalsdragt, skælvende med det forgiftede jordbær i den ene hånd. I gangen måder de to vagter med tyrehoveder, der blokerer deres vej. Den lille pige går rasende op til dem og stamper sin fod (hvilket betyder at når Perry husker sin uskyldige drøm, forbliver hun altid tro mod sig selv og kæmper for at komme fremad). Magiske bølger strømmer fra hende, hvilket sender vagter ud at flyve og kurer Perry. Perry kommer op fra rullestolen, tager hospitalsdragten af og afslører en grålig kjole og tager den lille piges hånd, da de løber gennem gangen mod udgangen.
Dørene åbner og afslører en smuk labyrint fyldt med farverige flora (i modsætning til den tidligere labyrint med centipeder og kolde sten), hvor en kat lavet af græs, stirrer nysgerrigt på pigerne med psykedeliske, hvirvelende øjne. Perry har en hvid græsk kjole, dækket i strenge af pink og gule blomster og grønne blade på, og hun har en pink, blå og orange butterfly i sit hår. En "Prince Charming" fremkommer, ridende på en enhjørning. Han smigre Perry, men krydser sine fingre bag sin ryg, signalerende at han ikke kan stoles på. Perry snyder ham, ved at lave som om hun gengælder hans affektion; hun slår ham, hvilket overrasker den lille pige (at slå Prince Charming er en reference til "Part of Me"-videoen, hvor Perry slås mod en mand der laver som om han elsker hende). Perry og den lille pige finder til sidst ud, og giver hinanden high-five på vej ud, og pigen skifter tilbage til sin oprindelige kjole. The giver hinanden et knus, inden den lille pige placerer noget i Katy lukkede hånd. Den lille pige bliver nu identificeret som Katheryn (den yngre Perry) fra nummerpladen på hendes cykel; hun går ind i et nabolag (der minder om det der ses i "Last Friday Night (T.G.I.F.)"-videoen). Perry returnerer til sit omklædningsrum, nu i en anden mundering, denne gang genkendt som pebermyntekjolen fra hendes California Dreams Tour. Hun åbner sit lukkede hånd, der flyver fra Perry og glimter mens den forsvinder. Kameraet panorere nu til en scene som Perry står på, en platform der løfter sig, klar til at optræde med "Teenage Dream".

### Modtagelse
Musikvideoen blev mødt med ros fra de fleste kritikere, hvor mange af dem sigende at det er den bedste video hidtil fra Perry. E!Online fastslog i en Twitter-status at de elskede videoen og sammenlignede den med Alice i Eventyrland. Rolling Stone gav klippet en positiv anmeldelse, hvor de roser dens introspektive natur, ved at sige "Selvom klippet genkalder familiære udseender, putter videoen et nyt spin på det hele, ved at ændre alle farverige udseender med en melankolsk tone og en mørkere palet". Hollywoodlife følte at videoen var inspirerende, mens de kaldte Perry et symbol på styrke. Entertainment Weekly gav også kredit til den fantastiske, pudsige fornemmelse af det visuelle, da Perry mødes med sit yngre selv.

## Hitlister
| Hitlister (2012)                                 | Højeste placering |
| ------------------------------------------------ | ----------------- |
| Australien (ARIA)                                | 4                 |
| Østrig (Ö3 Austria Top 40)                       | 28                |
| Belgien (Ultratop 50 Flanderen)                  | 25                |
| Belgien (Ultratip Wallonien)                     | 1                 |
| Canada (Canadian Hot 100)                        | 1                 |
| Kroatien (Airplay Radio-liste)                   | 7                 |
| Tjekkiet (Rádio Top 100)                         | 38                |
| Danmark (Track Top-40)                           | 24                |
| Frankrig (SNEP)                                  | 33                |
| Tyskland (Official German Charts)                | 39                |
| Irland (IRMA)                                    | 6                 |
| Italien (FIMI)                                   | 22                |
| Mexico Top Inglés (Monitor Latino)               | 7                 |
| Holland (Dutch Top 40)                           | 26                |
| New Zealand (RIANZ)                              | 1                 |
| Polen (ZPAV)                                     | 1                 |
| Skotland (Official Charts Company)               | 6                 |
| Slovakiet (Rádio Top 100)                        | 13                |
| Schweiz (Schweizer Hitparade)                    | 24                |
| Storbritannien Singles (Official Charts Company) | 9                 |
| US Billboard Hot 100                             | 2                 |
| US Pop Songs (Billboard)                         | 1                 |
| US Hot Dance Club Songs (Billboard)              | 1                 |
| US Adult Pop Songs (Billboard)                   | 3                 |
| US Adult Contemporary (Billboard)                | 10                |
| Venezuela Pop Rock General (Record Report)       | 3                 |

### Certifikationer
| Land        | Udgiver | Certifikationer |
| ----------- | ------- | --------------- |
| Australien  | ARIA    | Platin          |
| New Zealand | RIANZ   | Platin          |

## Udgivelseshistorik
| Land              | Dato          | Format                  |
| ----------------- | ------------- | ----------------------- |
| USA               | 22. maj 2012  | Top 40/Mainstream radio |
| Vietnam           | 21. juni 2012 | Digital download        |
| Singapore         | 21. juni 2012 | Digital download        |
| Hong Kong         | 21. juni 2012 | Digital download        |
| Taiwan            | 21. juni 2012 | Digital download        |
| Thailand          | 21. juni 2012 | Digital download        |
| Brunei Darussalam | 21. juni 2012 | Digital download        |
| Malaysia          | 21. juni 2012 | Digital download        |
| Sri Lanka         | 21. juni 2012 | Digital download        |
| Filippinerne      | 18. juli 2012 | Digital download        |
| Storbritannien    | 2. juli 2012  | Digital download        |